# Amata stellaris
Amata stellaris är en fjärilsart som beskrevs av Pieter Cornelius Tobias Snellen 1895. Amata stellaris ingår i släktet Amata och familjen björnspinnare. Inga underarter finns listade i Catalogue of Life.